# Naga, Zamboanga Sibugay
Naga là một đô thị hạng 4 ở tỉnh Zamboanga Sibugay, Philippines. Theo điều tra dân số năm 2000 của Philipin, đô thị này có dân số 35.176 người trong 6.468 hộ.

## Các đơn vị hành chính
Naga được chia thành 23 barangay.
| - Aguinaldo - Baga - Baluno - Bangkaw-bangkaw - Cabong - Crossing Sta. Clara - Gubawang - Guintoloan - Kaliantana - La Paz - Lower Sulitan - Mamagon | - Marsolo - Poblacion - San Isidro - Sandayong - Santa Clara - Sulo - Tambanan - Taytay Manubo - Tilubog - Tipan - Upper Sulitan |